# Diapterobates crinitus
Diapterobates crinitus är en kvalsterart som beskrevs av Yu.A. Pankov 1982. Diapterobates crinitus ingår i släktet Diapterobates och familjen Humerobatidae. Inga underarter finns listade i Catalogue of Life.